# James Larkin
James Larkin, irl. Séamas Ó Lorcáin (ur. 21 stycznia 1876 w Liverpoolu, zm. 30 stycznia 1947) – irlandzki działacz narodowy i robotniczy, socjalista.

## Życiorys
Urodził się w Liverpoolu, w biednej rodzinie irlandzkich robotników portowych. Od 1893 działacz socjalistyczny, w 1905 jeden z organizatorów strajku w porcie w Liverpoolu. W 1906 wysłany przez władze partyjne do Szkocji, a w 1907 do Irlandii, gdzie miał zajmować się organizacją związków zawodowych.
Z jego inicjatywy doszło do strajków w Belfaście w 1907, oraz w Dublinie, Cork i Waterford w 1908. W 1912 jeden z członków założycieli Irlandzkiej Partii Pracy.
W 1913 organizator strajków w Dublinie. Dla ochrony strajkujących przed brytyjską policją powołał Irlandzką Armię Obywatelską. Po upadku strajków w 1914 wyemigrował do USA. Działacz Amerykańskiej Partii Socjalistycznej. Wykluczony z niej w 1919 za popieranie bolszewizmu, stał się współzałożycielem Komunistycznej Partii Stanów Zjednoczonych. Skazany w 1920 na pięć lat więzienia, ułaskawiony w 1923 przez gubernatora Nowego Jorku.
W kwietniu 1923 powrócił do Irlandii, gdzie zajął się organizowaniem związków zawodowych o orientacji komunistycznej. We wrześniu 1927 wybrany na członka parlamentu, którym pozostał do 1938 roku. Na początku lat 30. porzucił poglądy komunistyczne. W 1943 ponownie wybrany do parlamentu jako deputowany Partii Pracy. Zmarł 30 stycznia 1947.